# 望遠鏡座PV

望遠鏡座PV（也稱為HD 168476）是位於望遠鏡座的一顆B-型（藍色）極端氦星。它也是PV Tel變星的原型。這些可能是後漸近巨星分支恆星與弱氫線和強氦和碳線星。在2008年，確認的此種變星有12顆，週期從幾小時到幾年不等。有些研究者參照白矮星合併的模型來產生這種未必可能的變星